# Muku Kakizaki
Muku Kakizaki (柿崎椋?, Kakizaki Muku; 7 gennaio ...) è una fumettista giapponese.
Mangaka di genere shojo, fece il suo debutto nel 2003 su Ichirachi con il racconto Mahoroba no Kuni.
Successivamente la mangaka si è dedicata anche ad opere di più lunga gestazione e complessità, anche se ha mantenuto come caratteristiche peculiari l'ambientazione scolastiche, accenni fantasy e soprannaturali e le storie romantiche tipiche del genere che disegna.

## Opere
- Goraihou Gakuen e Youkoso! (2005)
- Cynical World (2006)
- Uchuu no Hito (2006)
- High & High (2008)
- Kami-sama Gakuen @ Armeria (2012)
- Ayakashiou no Hanayome (2015)